# Ranunculus plebeios
Ranunculus plebeios är en ranunkelväxtart som beskrevs av Robert Brown och Dc.. Ranunculus plebeios ingår i släktet ranunkler, och familjen ranunkelväxter. Inga underarter finns listade i Catalogue of Life.